# Marlene Thomsen
Marlene Thomsen (* 5. Mai 1971 in Vejle, verheiratete Marlene Lund) ist eine ehemalige dänische Badmintonspielerin.

## Karriere
Marlene Thomsen gewann den Mixed-Titel bei der Badminton-Weltmeisterschaft 1995 gemeinsam mit Thomas Lund. 1997 holte sie sich noch einmal Silber mit Jens Eriksen. 1996 und 1998 wurde sie Europameisterin im Damendoppel.

## Sportliche Erfolge
| Platz                          | Disziplin         | Datum                                                           | Ort                        |
| ------------------------------ | ----------------- | --------------------------------------------------------------- | -------------------------- |
| Badminton-Weltmeisterschaft    |                   |                                                                 |                            |
| 1                              | Mixed             | Badminton-Weltmeisterschaft 1995 (mit Thomas Lund)              | Lausanne, Schweiz          |
| 2                              | Mixed             | Badminton-Weltmeisterschaft 1997 (mit Jens Eriksen)             | Glasgow, Schottland        |
| Badminton-Europameisterschaft  |                   |                                                                 |                            |
| 1                              | Damendoppel       | Badminton-Europameisterschaft 1996 (mit Lisbet Stuer-Lauridsen) | Herning, Dänemark          |
| 1                              | Damendoppel       | Badminton-Europameisterschaft 1998 (mit Rikke Olsen)            | Sofia, Bulgarien           |
| 2                              | Damendoppel       | Badminton-Europameisterschaft 1992 (mit Lisbet Stuer-Lauridsen) | Glasgow, Schottland        |
| Internationale Meisterschaften |                   |                                                                 |                            |
| 1                              | Mixed             | 1994                                                            | World Badminton Grand Prix |
| 1                              | Mixed             | 1994                                                            | Singapur Open              |
| 1 1                            | Mixed Damendoppel | 1994, 1995 1996                                                 | Swiss Open                 |
| 1                              | Mixed             | 1995                                                            | Korea Open                 |
| 1                              | Mixed             | All England 1995                                                | All England                |
| 1 1                            | Mixed Damendoppel | 1994–95, 1997–98 1995–96                                        | Denmark Open               |
| 2                              | Damendoppel       | Indonesia Open 1998                                             | Indonesia Open             |